# Clarence Williams III
Clarence Williams III (New York, 21 agosto 1939 – Los Angeles, 4 giugno 2021) è stato un attore statunitense.

## Biografia
Nato a New York, era nipote del compositore e pianista jazz Clarence Williams e della cantante Eva Taylor. Si interessò fin da giovane alla recitazione prendendo parte quasi per caso a degli spettacoli ad Harlem nella YMCA. Raggiunta la maggiore età si arruolò nella United States Air Force in cui trascorse due anni. Dopo aver lasciato le forze armate, riprese il suo vecchio amore per la recitazione apparendo in diverse produzioni di Broadway come The Long Dream (1960), Slow Dance on the Killing Ground (1964) (per cui fu candidato al Tony Award), Walk in Darkness (1963), Sarah and the Sax (1964), Doubletalk (1964) e King John.
Nel 1968 ottenne un grande successo interpretando la popolare serie televisiva Mod Squad, i ragazzi di Greer che durò per altri cinque anni. Interpretò successivamente molti altri ruoli sia come protagonista che come guest star in serie come Miami Vice, Hill Street giorno e notte, L'amico Gipsy, Il giustiziere della strada, Burn Notice - Duro a morire, Tutti odiano Chris, Justified, I segreti di Twin Peaks e La libreria del mistero. Partecipò anche a diversi film di successo come Purple Rain (1984) e La leggenda del pianista sull'oceano (1998).
Clarence Williams III è morto nel 2021 per un tumore al colon.

## Vita privata
Nel 1967 sposò l'attrice Gloria Foster, conosciuta sul set della serie TV Mod Squad, i ragazzi di Greer e con cui recitò anche nel film The Cool World (1963). I due divorziarono nel 1984.

## Filmografia parziale

### Cinema
- The Cool World, regia di Shirley Clarke (1963)
- Purple Rain, regia di Albert Magnoli (1984)
- 52 - Gioca o muori (52 Pick-Up), regia di John Frankenheimer (1986)
- I duri non ballano (Tough Guys Don't Dance), regia di Norman Mailer (1987)
- Scappa, scappa... poi ti prendo! (I'm Gonna Git You Sucka), regia di Keenen Ivory Wayans (1988)
- Massima copertura (Deep Cover), regia di Bill Duke (1992)
- Scacco al re nero (Sugar Hill), regia di Leon Ichaso (1993)
- L'ultimo inganno (Deadfall), regia di Christopher Coppola (1993)
- Tales from the Hood, regia di Rusty Cundieff (1995)
- Gli immortali (The Immortals), regia di Brian Grant (1995)
- Hoodlum, regia di Bill Duke (1997)
- Il coraggioso (The Brave), regia di Johnny Depp (1997)
- Half Baked, regia di Tamra Davis (1998)
- La leggenda del pianista sull'oceano, regia di Giuseppe Tornatore (1998)
- La figlia del generale (The General's Daughter), regia di Simon West (1999)
- Life, regia di Ted Demme (1999)
- Trappola criminale (Reindeer Games), regia di John Frankenheimer (2000)
- Impostor, regia di Gary Fleder (2002)
- Constellation, regia di Jordan Walker-Pearlman (2005)
- The Blue Hour, regia di Eric Nazarian (2007)
- American Gangster, regia di Ridley Scott (2007)
- The Way of War - Sentieri di guerra (The Way of War), regia di John Carter (2009)
- The Butler - Un maggiordomo alla Casa Bianca (The Butler), regia di Lee Daniels (2013)

### Televisione
- Tarzan – serie TV, episodio 2x15 (1968)
- Mod Squad, i ragazzi di Greer (Mod Squad) – serie TV, 123 episodi (1968-1973)
- Miami Vice – serie TV, episodio 2x07 (1986)
- I segreti di Twin Peaks (Twin Peaks) – serie TV, 2 episodi (1990)
- The Prison (Against the Wall), regia di John Frankenheimer – film TV (1994)
- La signora in giallo (Murder, She Wrote) – serie TV, episodio 12x23 (1996)
- Star Trek: Deep Space Nine – serie TV, episodio 4x24 (1996)
- Il ritorno del Maggiolino tutto matto (The Love Bug), regia di Peyton Reed – film TV (1997)
- Walker Texas Ranger - serie TV, episodio 6x9 (1997)
- Law & Order - I due volti della giustizia (Law & Order) – serie TV, episodio 11x06 (2000)
- La libreria del mistero (Mistery Woman) – serie TV, 10 episodi (2005-2007)

## Doppiatori italiani
Nelle versioni in italiano delle opere in cui ha recitato, Clarence Williams III è stato doppiato da:
- Bruno Alessandro ne La libreria del mistero, American Gangster
- Michele Gammino in Massima copertura, 52 gioca o muori
- Carlo Sabatini in Millennium, Più in alto di tutti
- Michele Kalamera in Scacco al re nero
- Ambrogio Colombo in Hoodlum
- Mauro Bosco in Half Baked
- Pietro Biondi ne I segreti di Twin Peaks
- Andrea Ward ne Il ritorno del Maggiolino tutto matto
- Diego Reggente in Law & Order - I due volti della giustizia
- Gerolamo Alchieri in Resurrection Blvd.
- Idris ne La leggenda del pianista sull'oceano
- Alessandro Rossi in Assassini silenziosi
- Nino Prester ne La figlia del generale
- Fabrizio Temperini in The Butler - Un maggiordomo alla Casa Bianca
- Saverio Indrio in Walker Texas Ranger
- Franco Zucca in Burn Notice - Duro a morire
- Elio Zamuto in Cold Case - Delitti irrisolti
- Stefano Mondini in Memphis Beat